# Voador

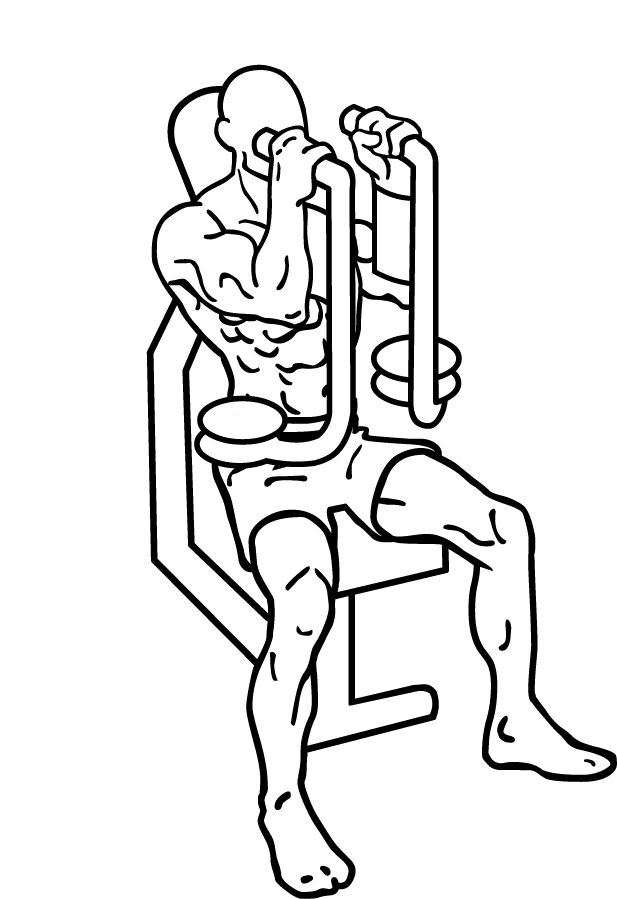
Desenho de Voador sendo executado

O voador (também conhecido como peck deck) é um exercício de treinamento de força. O voador (flexão-adução horizontal de ombros com aparelho específico) consiste em uma máquina especial com suporte para segurar as mãos dos dois lados, de modo que o exercício consiste no movimento de abre e fecha repetidas vezes, ajustando o peso de acordo com a força que o usuário irá fazer. O voador trabalha toda a área do peitoral, desde o músculo peitoral maior até os menores dando uma ênfase em definição, alongamento e ganho de força. O exercício também trabalha grande parte dos músculos dos membros superiores: desde deltóides e músculo trapézio até os tríceps. Por essas características, é considerado um exercício ideal para iniciantes.